# Jesse Luken

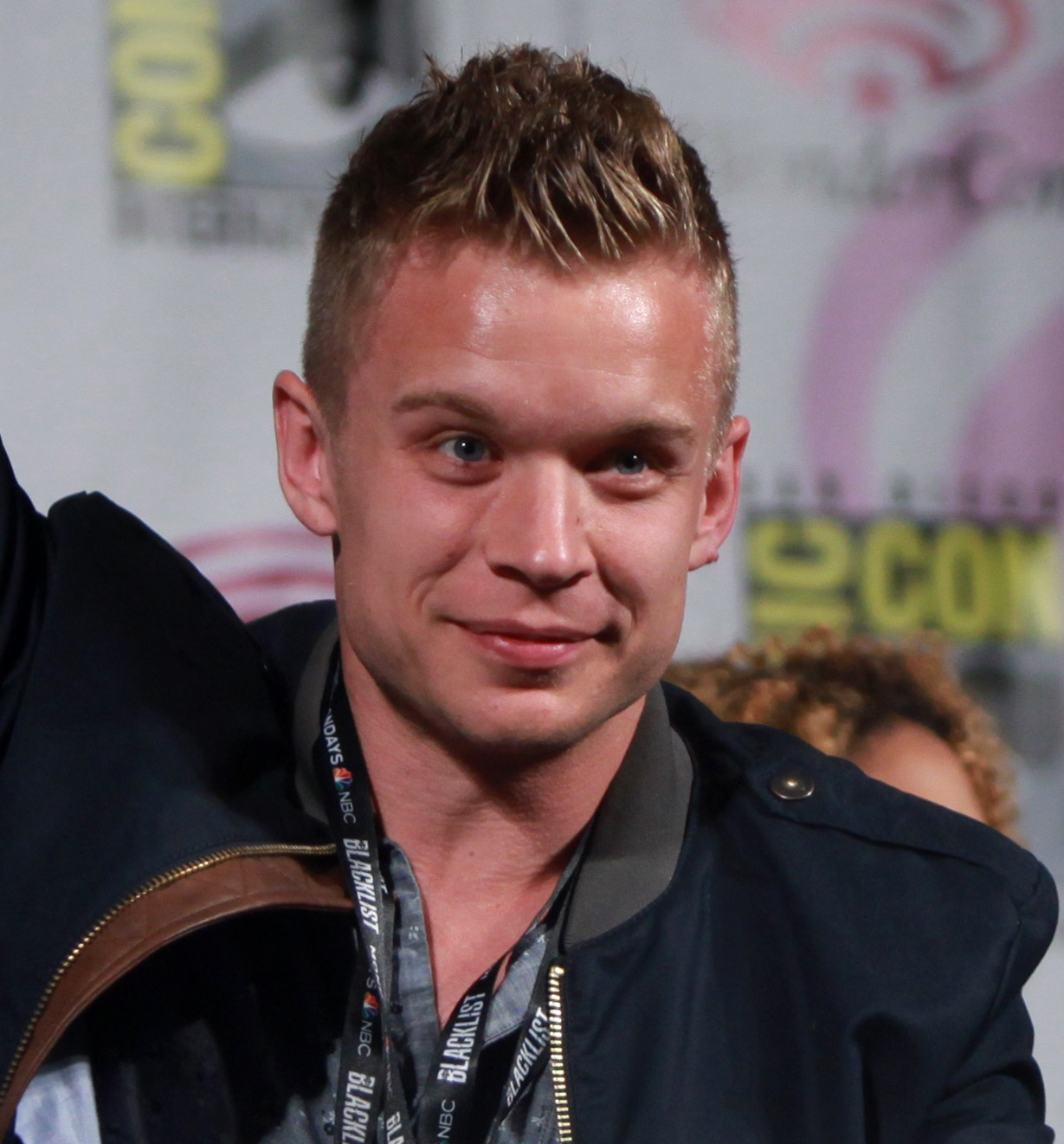
Luken auf der WonderCon 2014

Jesse Christopher Luken (* 28. April 1983 in Colorado Springs, Colorado) ist ein US-amerikanischer Schauspieler.

## Leben
Jesse Luken wurde in Colorado Springs geboren und besuchte die General William J. Palmer High School. In seiner Jugend spielte er Baseball und studierte später an der Colorado State University.
Seit 2008 ist er als Schauspieler aktiv. Er tritt vor allem als Gastdarsteller in Serien wie Navy CIS, The Mentalist, Castle, The Night Shift, Criminal Minds, The Magicians, Mom, Major Crimes, S.W.A.T. oder MacGyver auf. Von 2012 bis 2014 spielte er die wiederkehrende Rolle des Jimmy Tolan in der Serie Justified. Daneben war er auch in zahlreichen Kurzfilmen zu sehen. Eine größere Rolle spielte er in dem erfolgreichen Film 42 – Die wahre Geschichte einer Sportlegende. 2017 spielte er als Smoke eine Nebenrolle in der Serie Underground. 2018 war er in einer kleinen Rolle in The Ballad of Buster Scruggs der Coen-Brüder zu sehen.
Gelegentlich hat er auch Auftritte in Webserien, wie in Spymates 2010 bis 2011. 2019 übernahm er in der dritten Staffel der Serie Snowfall die Rolle des Officer Herb Nixon. 

## Filmografie (Auswahl)
- 2008: Luke 11:17 (Fernsehserie, Episode 1x03)
- 2008: Privileged (Fernsehserie, Episode 1x04)
- 2009: The Venice Beach Hostel (Fernsehfilm)
- 2010: Greek (Fernsehserie, Episode 3x17)
- 2010–2011: Spymates (Webserie, 4 Episoden)
- 2011: Navy CIS (Fernsehserie, Episode 9x09)
- 2012: Glee (Fernsehserie, 4 Episoden)
- 2012–2013: Last Resort (Fernsehserie, 4 Episoden)
- 2012–2014: Justified (Fernsehserie, 23 Episoden)
- 2013: The Mentalist (Fernsehserie, Episode 5x17)
- 2013: 42 – Die wahre Geschichte einer Sportlegende (42)
- 2013: Great American Dream
- 2014: The Guest
- 2014: Castle (Fernsehserie, Episode 6x21)
- 2014: Star-Crossed (Fernsehserie, 10 Episoden)
- 2015: Day One (Kurzfilm)
- 2015: Sirens (Fernsehserie, 3 Episoden)
- 2015: Criminal Minds (Fernsehserie, 11x04)
- 2016: The Magicians (Fernsehserie, 2 Episoden)
- 2016: Mom (Fernsehserie, Episode 3x18)
- 2016: Major Crimes (Fernsehserie, Episode 5x02)
- 2017: Timeless (Fernsehserie, Episode 1x14)
- 2017: Underground (Fernsehserie, 5 Episoden)
- 2017: S.W.A.T. (Fernsehserie, Episode 1x03)
- 2018: MacGyver (Fernsehserie, Episode 2x18)
- 2018: The Ballad of Buster Scruggs
- seit 2019: Snowfall (Fernsehserie, 7 Episoden)
- 2020: Atlanta Medical (Fernsehserie, Episode 3x17)
- seit 2020: 9-1-1: Lone Star (Fernsehserie, Episoden)